# Sárgahasú tirannusz
A sárgahasú tirannusz (Empidonax flaviventris) a madarak (Aves) osztályának a verébalakúak (Passeriformes) rendjébe a királygébicsfélék (Tyrannidae) családjába tartozó faj.

## Rendszerezése
A fajt William McFunn Baird és Spencer Fullerton Baird írták le 1843-ban, a Tyrannula nembe Tyrannula flaviventris néven.

## Előfordulása
Kanadában, az Amerikai Egyesült Államokban és Saint-Pierre és Miquelon szigetcsoporton költ, telelni délebbre vonul Mexikó,  Belize, Costa Rica,  Guatemala, Honduras, Nicaragua, Salvador és Panama területére. Kóborlóként Jamaica, Kuba és Grönland területén is észlelték. 
Természetes élőhelyei a tűlevelű és lombhullató erdők, szubtrópusi és trópusi síkvidéki és hegyi esőerdők, mocsarak, folyók és patakok környékén.

## Megjelenése
Testhossza 15 centiméter, testtömege 9–16 gramm.
|  |

## Életmódja
Főleg rovarokkal és más ízeltlábúakkal táplálkozik, de néha gyümölcsöt is fogyaszt.

## Szaporodása
Fészekalja 2-5 tojásból áll, melyen 12-15 napig kotlik.

## Természetvédelmi helyzete
Az elterjedési területe rendkívül nagy, egyedszáma pedig növekszik. A Természetvédelmi Világszövetség Vörös listáján nem fenyegetett fajként szerepel.